# 3. Primetime Emmy-gála
A 3. Primetime Emmy-gála során az 1950-ben főműsoridőben bemutatott, amerikai televíziós programokat értékelték. A jelölteket az Academy of Television Arts & Sciences választotta ki. A Los Angeles-i Ambassador Hotelben tartott ceremóniát a KCOP-TV közvetítette 1951. január 23-án. A műsor házigazdája Earl Warren volt. Ez volt az utolsó olyan gála, amikor a helyi, Los Angelesi műsorokat díjazták, a következő évtől már nemzetközivé bővítették a gálát.

## Győztesek és jelöltek
A nyertesek félkövérrel jelölve.

### Műsorok
| Legjobb drámasorozat | Legjobb gyerekműsor |
| --- | --- |
| - Pulitzer Prize Playhouse (KECA) - Fireside Theater (KTLA) - I Remember Mama (KTLA) - The Philco Television Playhouse (KNBH) - Studio One (KTTV)                 | - Time for Beany (KTLA) - The Cisco Kid (KNBH) - Jump Jump (KTTV) - Kukla, Fran and Ollie (KNBH) - The Lone Ranger (KTLA)                                     |
| Legjobb vetélkedő | Legjobb kulturális műsor |
| - Truth or Consequences (KTTV) - Kay Kyser's Kollege of Musical Knowledge (KNBH) - Life with Linkletter (KECA) - Pantomime Quiz (KECA) - You Bet Your Life (KNBH) | - Campus Chorus and Orchestra (KTSL) - Designed for Women (KNBH) - Bécsi Filharmonikusok (KTTV) - Sunset Service (KNBH) - The Woman's Voice (KTTV)            |
| Legjobb ismeretterjesztő műsor | Legjobb hírműsor |
| - KFI-TV University (KFI) - Kieran's Kaleidoscope (KECA) - Know Your Schools (KFI) - Magazine of the Week (KTLA) - Zoo Parade (KNBH)                              | - KTLA Newsreel (KTLA) - Clete Roberts (KLAC) - Ford News and Weather (KNBH) - Fleetwood Lawton (KTSL)                                                        |
| Legjobb varietéműsor | Legjobb sportműsor |
| - The Alan Young Show (KTTV) - Four Star Revue (KNBH) - The Ken Murray Show (KTTV) - Texaco Star Theater (KNBH) - Your Show of Shows (KNBH)                       | - Los Angeles Rams Football (KNBH) - College Basketball Games (KTTV) - College Football Games (KTTV) - Hollywood Baseball (KLAC) - Los Angeles Baseball (KFI) |
| Legjobb közszolgálati műsor | |
| - City at Night (KTLA) - Classified Column (KTTV) - In Our Time (KTTV) - Community Chest Kickoff - Teleforum (KTLA) - Marshall-terv (KECA)                        | |

### Színészek
| Legjobb színész                                                          | Legjobb színésznő                                                            |
| ------------------------------------------------------------------------ | ---------------------------------------------------------------------------- |
| - Alan Young - Sid Caesar - José Ferrer - Stan Freberg - Charles Ruggles | - Gertrude Berg - Judith Anderson - Imogene Coca - Helen Hayes - Betty White |

### Műsorvezetők
| Legjobb műsorvezető                                                                      |
| ---------------------------------------------------------------------------------------- |
| - Groucho Marx (KNBH) - Sid Caesar (KNBH) - Faye Emerson (KTTV, KECA) - Dick Lane (KTLA) |

### Események
| Legjobb esemény |
| --- |
| - Departure of Marines to Korea (KTLA) - Arrival of Cruiser from Korea (KTLA) - Commissioning of Hospital Ship Haven - Election Coverage (KECA) - Tournament of Roses (KECA) |

### Legjobb televízióadó
- KTLA (televíziózási teljesítményért)
- KNBH (technikai teljesítményért)

## Fordítás
- Ez a szócikk részben vagy egészben  a(z)   3rd Primetime Emmy Awards című angol Wikipédia-szócikk fordításán alapul.  Az eredeti cikk szerkesztőit annak laptörténete sorolja fel. Ez a jelzés csupán a megfogalmazás eredetét és a szerzői jogokat jelzi, nem szolgál a cikkben szereplő információk forrásmegjelöléseként.